# XR-14
Firestone XR-14是一款1940年代由泛世通設計的輕型通用直升機，用於美國陸軍航空軍的聯絡和偵查。由於需求的變化，該機最終沒有被製造。

## 發展
美國陸軍航空軍訂購了三架GA-50，用於評估聯絡和偵查的能力。其競爭對手為XR-15。XR-14源自GA-45，並且計劃改裝成1架4人座的直升機，與以往不同的是，XR-14原本打算配備兩支尾槳。然而，在任何改裝計畫開始之前，陸軍取消了合約。雖然泛世通試圖將GA-50推向民用市場，但沒有獲得訂單，隨後該項目被放棄。

### 書籍
- Andrade, John. . Hinckley, Leicastershire, UK: Midland Counties Publications. 1979: 171. ISBN 0-904597-22-9.
- Merriam, Ray. . Bennington, Vermont: Merriam Press. 2002: 64  [10 November 2011]. ISBN 1-57638-167-6.